# Градић Пејтон (ТВ серија)
Градић Пејтон (енгл. Peyton Place) је америчка сапуница у ударном термину која се емитовала на АБЦ у полусатним епизодама од 15. септембра 1964. до 2. јуна 1969. 
Заснован на истоименом роману Грејс Метаљус из 1956. године, серији је претходила филмска адаптација из 1957. године . Емитовано је укупно 514 епизода, црно-белих од 1964. до 1966. и у боји од 1966. до 1969. године. Прва епизода у боји је епизода епизода под редним бројем 268. На врхунцу емисије, АБЦ је пуштао три нове епизоде недељно. Програм је продуцирала телевизија 20тх сенчури фокс . Бројне гостујуће звезде су се појављивале у серији дуже време, међу њима Ден Дуријеа, Сузан Оливер, Лесли Нилсен, Џена Роулендс и Ли Грант, који је освојио награду Еми за изванредну глумицу у споредној улози у драми за њена улога Стеле Чернак . Серија је послужила као одскочна даска за такве извођаче као што су Мија Фароу, Рајан О'Нил, Барбара Паркинс, Кристофер Конели, Дејвид Канари, Маријет Хартли и Лана Вуд .

## Историја
Са Градићем Пејтон, АБЦ се надао да ће донети успех британске серије Corronation Street у Америку. Инспирисан том серијом, одлучено је да се емитује у ударном термину. Продуцент Пол Монаш желео је да покрене оживљавање истоименог романа Грејс Метаљус . Одбио је да је призна као сапуницу, називајући је 'антологијском драмом високе класе'.  Пилот који је трајао сат времена је упуцан 1962. године. Првобитно је била укључена породица Крос из романа, али када је Ирна Филипс добила уговор да промени пилот-епизоду, одлучила је да то укине. Уследиле су разне несугласице између креатора, а званична пилот-епоода је емитована тек 15. септембра 1964. 
Када је серија премијерно приказана крајем 1964. године, означила је рођење америчке сапунице у ударном термину.  Ране приче су адаптиране из књиге из 1956. и истоименог филма из 1957. године, иако су нека имена главних ликова, позадине и занимања промењена или једноставно елиминисана. Временска поставка је промењена од раних 1940-их (романа и филма) до данашњих дана, а локација града, која је раније била неидентификована, утврђена је као да се налази у Масачусетсу у четвртој епизоди. Неке сензационалне линије заплета из романа (попут инцеста) замењене су мање контроверзним темама (попут тинејџерске трудноће).  Серија је, међутим, одмах била критикована због сексуалних тема којима се бави. 
Градић Пејтон је био хит; посебно у раним годинама, када је имао лојалне следбенике широм света.  Првобитно се емитовао два пута недељно, али је због успеха повећан на три емитовања недељно у јуну 1965.  Када је Дороти Мелоун хитно пребачена на хитну операцију, продуценти су били суочени са дилемом шта да раде са њеним ликом, Констанс Мекензи, која је у том тренутку била превише дубоко уплетена у заплет да би нестала без разлога. Лола Олбрајт је ангажована да преузме улогу и наставила је у серији све док се Малоунова није вратила.
Пад популарности серије почео је у септембру 1966. Гледаност је пала након одласка Мије Фароу . Фароу никада није очекивала да ће емисија постати успешна и одмах је покушала да раскине уговор када је емисија почела да се емитује. На наговор њеног тадашњег супруга Френка Синатре, продуценти су одлучили да је отпишу из емисије у лето 1966. Лик Рејчел Велс, коју је тумачила Ли Тејлор-Јанг, уписан је у емисију као њена замена. Додавање  лика Тејлор-Јанг, међутим, није било успешно у повећању рејтинга. Приказивање серије је смањено на два емитовања недељно. До 1968. већина оригиналних ликова је отписана из серије, у многим случајевима на њихов сопствени захтев. Критичари су се сложили да је емисија постала 'застарела'  и, због сталне промене у ликовима, такође збуњујућа. Сценаристи, који су већ почели да раде на томе шта ће бити последња сезона, најавили су да ће неколико нових ликова бити уврштено у серију. Бавили би се „наелектрисаним темама, ратом, регрутацијом, немирима, музиком, Богом и безбожношћу“.  Иако је неколико познатих глумаца додато у глумачку екипу, укључујући Руби Ди, серија је отказана 2. јуна 1969. године.